# Robert Fuchs
Robert Fuchs (født 15. februar 1847 i Frauental, død 19. februar 1927 i Wien) var en østrigsk komponist. 
Fuchs var elev af Wiens konservatorium, hvor han blev professor i harmonilære. Fuchs nyder i sit hjemland, og særlig i Wien, megen yndest og betydeligt ry som komponist, særlig af kammermusik og klaverstykker for 2 og 4 hænder; men har for øvrigt også skrevet et par operaer, en messe og to symfonier. Uden for Østrig har Fuchs' kompositioner, der nærmest hylder Brahms' retning, ikke vundet synderlig udbredelse.